# Ordine delle professioni pedagogiche ed educative
L'Ordine delle professioni pedagogiche ed educative è un ordine professionale multi albo (pedagogisti ed educatori professionali socio-pedagogici) al quale possono iscriversi: 
per l'albo del Pedagogisti, i laureati i nei corsi di laurea specialistica o magistrale di II livello in:
Programmazione e gestione dei servizi educativi, classi 56/S e LM-50; 
Scienze dell'educazione degli adulti e della formazione continua, classi 65/S e LM-57; 
Scienze pedagogiche, classi 87/S e LM-85; 
Teorie e metodologie dell'e-learning e della media education, classi 87/S e LM-93; 
Programmazione e gestione dei servizi educativi, classi 56/S e LM-50;
Scienze dell'educazione o Pedagogia,  rilasciata ai sensi dell'ordinamento previgente alla data di entrata  in  vigore del regolamento di cui al decreto  del  Ministro  dell'università  e della ricerca scientifica e tecnologica 3 novembre 1999, n. 509;
per l'albo degli Educatori professionali socio-pedagogici, i laureati nei corsi di laurea triennale di I livello in:
Scienze dell'educazione e della formazione L19.

## Storia
Nasce a seguito dell'approvazione della Legge 55 del 15 aprile 2024, entrata in vigore l'8 maggio dello stesso anno, recante "Disposizioni in materia di ordinamento delle professioni pedagogiche ed educative ed istituzione dei relativi albi professionali". I professionisti iscritti ai rispettivi albi professionali costituiscono l'Ordine delle professioni pedagogiche ed educative che è istituito con decreto del Ministero della Giustizia. L'Ordine è articolato su base regionale e su base provinciale per le province autonome di Trento e di Bolzano.
La Legge n. 55/2024 istituisce anche l'albo dei pedagogisti e l'albo degli educatori professionali socio-pedagogici, consentendo la contemporanea iscrizione ai due albi che fanno capo al medesimo Ordine professionale. Per l'esercizio dell'attività di educatore professionale socio-pedagogico, di educatore nei servizi educativi per l'infanzia e di pedagogista è obbligatoria l'iscrizione ai rispettivi albi professionali dell'Ordine delle professioni pedagogiche ed educative.